# Tovarisc Gorbaciov
Tovarisc Gorbaciov è un singolo del 1987 del gruppo italiano The Midnight's Moskow.
Il testo del brano è stato scritto da Andrea Mingardi (che in questo brano utilizza lo pseudonimo Sapo) e Maurizio Tirelli.

## Testo
Apparentemente cantato in lingua russa, in realtà il testo consiste in una serie di parole senza senso che assomigliano per assonanza a vocaboli russi.
Nel testo vengono citati nomi legati all'URSS o all'Impero russo, ad esempio quello di Rasputin, del KGB, di Dostoevskij, di Gagarin e la Siberia.
La parte finale della canzone, in cui si canta la frase Welcome in the U.S.S.R., è un chiaro riferimento alla canzone Back in the U.S.S.R. dei Beatles.